# Гропициозо (Парма)
Гропициозо је насеље у Италији у округу Парма, региону Емилија-Ромања.
Према процени из 2011. у насељу је живело 10 становника. Насеље се налази на надморској висини од 978 м.